# Hoburogekko
Hoburogekko is een geslacht van uitgestorven gekko's met als enige benoemde soort Hoburogekko suchanovi uit het Vroeg-Krijt van Mongolië.

## Vondst en naamgeving
In 1989 benoemde en beschreef Wladimir Alifanow de typesoort Hoburogekko suchanovi. De geslachtsnaam combineert een verwijzing naar de vindplaats  Höövor (Choboer) met gekko. De soortaanduiding eert Wladimir B. Soechanow.
Huburogekko is bekend van acht fossiele exemplaren. Het holotype, PIN 3334–500, bewaart het voorste deel van de schedel. Toegewezen zijn zes dentaria van de onderkaak, de specimina PIN 3334/501/502–506.
Hoburogekko is een van de vier bekende gekko's of gekko-achtige hagedissen uit het Mesozoïcum, de andere zijn Cretaceogekko uit het Vroeg-Krijt van Birma; AMNH FR21444, een onbenoemd exemplaar uit een iets oudere afzetting in Mongolië, en Gobekko uit het Laat-Krijt van Mongolië. Hoburogekko is de derde oudste bekende gekko achter AMNH FR21444 en Cretaceogekko.

## Beschrijving
De totale lengte van de schedel van Hoburogekko wordt geschat op 1,2 centimeter. De totale lichaamslengte is moeilijk te extrapoleren vanuit zijn schedel alleen omdat de relatieve grootte van het hoofd ten opzichte van de rest van het lichaam sterk varieert tussen levende gekko's. Op basis van dit bereik van verhoudingen, kan Hoburogekko ergens tussen drieëneenhalve en zes centimeter lang zijn geweest.
De schedel van Hoburogekko is kort, stomp en lang. De verhoudingen van zijn schedelbeenderen zijn vergelijkbaar met die van het levende geslacht Bunopus, hoewel de twee niet nauw verwant zijn. Het algemene uiterlijk van Hoburogekko lijkt op dat van de levende soorten Agamura persica, Bunopus tuberculatus, Pristurus carteri, Ptenopus carpi en Teratoscincus przewalskii, die allemaal stompe en lange snuiten hebben. De meeste van deze soorten leefden op de grond en bewoonden woestijngebieden. Hoburogekko had waarschijnlijk een vergelijkbare levensstijl, passend bij sedimentologisch bewijs dat de regio van Mongolië waarin het werd gevonden semi-aride was tijdens het Vroeg-Krijt. In vergelijking met levende gekko's met stompe snuiten, in woestijn levende gekko's, had Hoburogekko misschien een cilindrisch lichaam dat was aangepast voor een gravende levensstijl.
Hoburogekko lijkt basaal in het hebben van een open Meckeliaanse groef in de onderkaak die open is aan de achterkant en er wordt geconcludeerd dat hij een groot jukbeen onder de oogkas had, maar hij is vergelijkbaar met levende gekko's omdat hij versmolten voorhoofdsbeenderen heeft die een buis vormen langs de middenlijn van de schedel. De achterste buitenste tak van het ploegschaarbeen is sterk verbreed.
Andere afgeleide kenmerken van gekko's die Hoburogekko bezit, zijn gladde schedelbeenderen. Een ander afgeleid kenmerk van gekkotide, oogkassen die aan de achterkant niet worden begrensd door postorbitale takken, kan aanwezig zijn geweest bij Hoburogekko, hoewel alleen het voorste gedeelte van de oogkas bewaard is gebleven bij de bekende exemplaren. De grote omvang van het jukbeen suggereert dat het naar achteren kan zijn verbreed om een postorbitale staaf te vormen, in welk geval Hoburogekko basaler zou uitvallen.

## Verwantschappen
Hoburogekko werd erkend als een naaste verwant van gekko's, in de Gekkonidae, toen het voor het eerst werd benoemd in 1989. Een gebrek aan onderscheidende kenmerken in de twee bekende exemplaren van Hoburogekko betekende echter dat zijn evolutionaire verwantschappen pas vele jaren na de eerste beschrijving werden geëvalueerd in een fylogenetische analyse. De fylogenetische analyse van Daza et alii (2012) ontdekte dat Hoburogekko nauw verwant is aan de levende soort Phyllurus platurus, gewoonlijk de breedstaartgekko genoemd. In de analyse zijn Hoburogekko en Phyllurus nauwer verwant aan de pootloze pygopodiden dan aan de meeste andere gekko's, maar deze positie moet opnieuw worden geëvalueerd, inclusief meer leden van de kroongroep Gekkota. De analyse omvatte ook Norellius nyctisaurops en Gobekko en plaatste ze buiten Gekkota, de groep die echte gekko's omvat, als meer basale leden van de grotere groep Gekkonomorpha. Daarom kan Hoburogekko de meest afgeleide van de vier bekende gekkonomorfen uit het Mesozoïcum zijn. Echter, de analyse van Daza et alii (2013) plaatste Hoburogekko in een polytomie of onopgeloste evolutionaire verwantschap met Gobekko, P. platurus (die de familie Carphodactylidae vertegenwoordigt), pygopodiden en een clade (evolutionaire groepering) inclusief alle andere gekko's, wat betekent dat zijn positie binnen Gekkonomorpha nog steeds onzeker is.